# Zákamenné
Zákamenné je obec na Slovensku v okrese Námestovo.

## Historie
První známá písemná zmínka o obci pochází z roku 1615.

## Geografie
Obec se nachází v nadmořské výšce 680–1156 metrů a rozkládá se na ploše 42,9 km². K 31. prosinci roku 2020 žilo v obci 5 550 obyvatel.

## Památky
- Zákamenská kalvárie
- Kostel Nanebevzetí Panny Marie z roku 1901 – jeden z mála dvojvěžových kostelů na Oravě
- Kostel svatého Josefa – vysvěcený 1. ledna 2000
- Kysucko-oravská lesní železnice
- Židovský hřbitov
- Rowlandův kámen

## Školství
- Základní škola s mateřskou školou Jána Vojtaššáka

## Osobnosti
- Milan Čič (1932), slovenský politik, akademik a právník
- Martin Bajčičák (1976), běžec na lyžích, olympionik
- Rudolf Jurolek (1956), publicista a básník
- Anton Klimčík (1843–1919), katolický kněz a náboženský spisovatel
- Rudolf Sivčák, nejznámejší slovenský výrobce kytar
- Ján Vojtaššák (1877–1965), biskup spišské římskokatolické diecéze

## Partnerská města
- Staříč, Česko